# Portada/efemèride setembre 2
Els representants de l'Imperi del Japó a bord del Missouri durant la cerimònia de rendició.
« 1 de setembre · 2 de setembre · 3 de setembre »